# Élections législatives de 1981 dans les Deux-Sèvres
Les élections législatives françaises de 1981 dans les Deux-Sèvres se déroulent le 14 juin 1981. Les trois sièges sont pourvus dès le premier tour.

## Élus
| Circonscription | Député sortant                            | Parti | Parti     | Député élu ou réélu | Parti | Parti     |
| --------------- | ----------------------------------------- | ----- | --------- | ------------------- | ----- | --------- |
| 1re             | René Gaillard                             |       | PS        | René Gaillard       |       | PS        |
| 2e              | Jean Pineau suppléant de Jacques Fouchier |       | UDF       | Jacques Fouchier    |       | CNIP      |
| 3e              | Albert Brochard                           |       | UDF (CDS) | Albert Brochard     |       | UDF (CDS) |

## Positionnement des partis
Le Parti socialiste et le Parti communiste français, sous l'appellation « majorité d'union de la gauche », se présentent dans les trois circonscriptions deux-sévriennes tandis que le Mouvement des radicaux de gauche présente un candidat dans la première circonscription (Niort - Melle).
La majorité sortante, réunie dans l'Union pour la nouvelle majorité, soutient elle aussi des candidats dans l'ensemble des circonscriptions, dont Jacques Fouchier, élu en 1978 et remplacé par son suppléant Jean Pineau après sa nomination au gouvernement, dans la 2e et le député sortant Albert Brochard dans la 3e. Dans le détail, on compte 2 candidats UDF, 1 RPR et 1 CNIP.

## Résultats

### Résultats à l'échelle du département
|                | Parti socialiste                            | 74 645  | 43,37  | 1 |  |  |
|                | Parti communiste français                   | 10 262  | 5,96   | 0 |  |  |
|                | Mouvement des radicaux de gauche            | 1 536   | 0,89   | 0 |  |  |
|                | Majorité présidentielle                     | 86 443  | 50,23  | 1 |  |  |
|                |                                             |         |        |   |  |  |
|                | Union pour la démocratie française          | 42 391  | 24,63  | 1 |  |  |
|                | Centre national des indépendants et paysans | 29 106  | 16,91  | 1 |  |  |
|                | Rassemblement pour la République            | 14 154  | 8,22   | 0 |  |  |
|                | Union pour la nouvelle majorité             | 85 651  | 49,77  | 2 |  |  |
|                |                                             |         |        |   |  |  |
| Inscrits       | Inscrits                                    | 240 598 | 100,00 | 3 |  |  |
| Abstentions    | Abstentions                                 | 65 686  | 27,3   |   |  |  |
| Votants        | Votants                                     | 174 912 | 72,7   |   |  |  |
| Blancs et nuls | Blancs et nuls                              | 2 818   | 1,61   |   |  |  |
| Exprimés       | Exprimés                                    | 172 094 | 98,39  |   |  |  |

### Résultats par circonscription

#### Première circonscription (Niort)
|                | René Gaillard sortant réélu | PS             | 33 875 | 50,64  |  |  |  |
|                | Alain Garcia                | RPR (UNM)      | 14 154 | 21,16  |  |  |  |
|                | Pierre Charbonneau          | UDF (PR)       | 12 336 | 18,44  |  |  |  |
|                | Guy Vincent                 | PCF            | 4 997  | 7,47   |  |  |  |
|                | Jacques Laroche             | MRG            | 1 536  | 2,30   |  |  |  |
|                |                             |                |        |        |  |  |  |
| Inscrits       | Inscrits                    | Inscrits       | 98 981 | 100,00 |  |  |  |
| Abstentions    | Abstentions                 | Abstentions    | 31 131 | 31,45  |  |  |  |
| Votants        | Votants                     | Votants        | 67 850 | 68,55  |  |  |  |
| Blancs et nuls | Blancs et nuls              | Blancs et nuls | 952    | 1,4    |  |  |  |
| Exprimés       | Exprimés                    | Exprimés       | 66 898 | 98,6   |  |  |  |

#### Deuxième circonscription (Parthenay)
|                | Jacques Fouchier sortant réélu | CNIP (UNM)     | 29 106 | 52,79  |  |  |  |
|                | Michel Hervé                   | PS             | 22 979 | 41,68  |  |  |  |
|                | Gisèle Frère                   | PCF            | 3 053  | 5,54   |  |  |  |
|                |                                |                |        |        |  |  |  |
| Inscrits       | Inscrits                       | Inscrits       | 74 568 | 100,00 |  |  |  |
| Abstentions    | Abstentions                    | Abstentions    | 18 303 | 24,55  |  |  |  |
| Votants        | Votants                        | Votants        | 56 265 | 75,45  |  |  |  |
| Blancs et nuls | Blancs et nuls                 | Blancs et nuls | 1 127  | 2      |  |  |  |
| Exprimés       | Exprimés                       | Exprimés       | 55 138 | 98     |  |  |  |

#### Troisième circonscription (Thouars - Bressuire)
|                | Albert Brochard sortant réélu | UDF (CDS)      | 30 055 | 60,04  |  |  |  |
|                | Serge Moulin                  | PS             | 17 791 | 35,54  |  |  |  |
|                | Jacques Éon                   | PCF            | 2 212  | 4,42   |  |  |  |
|                |                               |                |        |        |  |  |  |
| Inscrits       | Inscrits                      | Inscrits       | 67 050 | 100,00 |  |  |  |
| Abstentions    | Abstentions                   | Abstentions    | 16 254 | 24,24  |  |  |  |
| Votants        | Votants                       | Votants        | 50 796 | 75,76  |  |  |  |
| Blancs et nuls | Blancs et nuls                | Blancs et nuls | 738    | 1,45   |  |  |  |
| Exprimés       | Exprimés                      | Exprimés       | 50 058 | 98,55  |  |  |  |